# پومپلیت

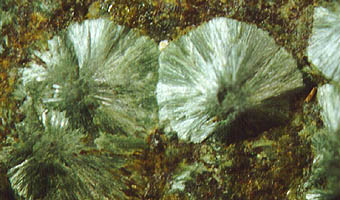
عکس پومپلیت

پومپلیت  (به انگلیسی: Pumpellyite) با فرمول شیمیایی  از مجموعه کانی هاست و از نام زمین‌شناس آمریکایی R.Pumpelly اخذ شده‌است. نامحلول در HCl متغیر همراه باادخال‌های Fe , Na , K , Ti برای اولین بار در روسیه کشف شد و از نظر شکل بلور: خوشه جواهری - قرصی شکل - ماکله، رنگ: آبی سبز - سبز زیتونی - قهوه ای، شفافیت: نیمه شفاف، شکستگی: نیمه صدفی، جلا: شیشه ای، رخ: کامل - مطابق با سطح، سیستم تبلور: مونوکلینیک و در رده‌بندی سیلیکات است همچنین خاصیت مغناطیسی ندارد و منشأ تشکیل آن دگرگونی - هیدروترمال است.
همایند کانی‌شناسی (پارانژ) آن سختی - شکل بلورها - خواص نوری -اشعه X - واکنش‌های شیمیاییزوئیزیت- اپیدوت- پرهنیت- زئولیت‌ها و غیره است.
، از نظر ژیزمان بلوری - آگرگات اسفرولیتیکی - رشته‌ای کمیاب است و بیشتر در آلمان غربی، رومانی، URSS، آمریکا، زلاندنو، آفریقای جنوبی یافت می‌شود.

## منبع
- پردیس کشاورزی ایران